# Pokémon the Movie: Black—Victini and Reshiram and White—Victini and Zekrom
Pokémon the Movie: Black—Victini and Reshiram e Pokémon the Movie: White—Victini and Zekrom, originalmente lançado no Japão como Pocket Monsters Best Wishes! The Movie: Victini and the White Hero: Reshiram (劇場版ポケットモンスター ベストウイッシュ ビクティニと白き英雄 レシラム, Gekijōban Poketto Monsutā Besuto Uisshu Bikutini to Shiroki Eiyū Reshiramu) e Pocket Monsters Best Wishes! The Movie: Victini and the Black Hero: Zekrom (劇場版ポケットモンスター ベストウイッシュ ビクティニと黒き英雄 ゼクロム, Gekijōban Poketto Monsutā Besuto Uisshu Bikutini to Kuroki Eiyū Zekuromu), respectivamente, são as duas versões do décimo quarto filme baseado no anime Pokémon e são 2 primeiros filmes da série Pokémon Black & White. As duas versões foram lançadas nos cinemas japoneses a partir de 16 de julho de 2011, e também foram lançadas, separadamente, nos Estados Unidos: Pokémon the Movie: White — Victini and Zekrom no dia 3 de dezembro de 2011, nos cinemas, e Pokémon the Movie: Black — Victini and Reshiram no dia 10 de dezembro de 2011 no Cartoon Network. Nas duas versões, Ash, Iris e Cilan descobrem dois caminhos diferentes que os levam aonde os Pokémons lendários existem. No Brasil, os dois filmes estrearam no Cartoon Network Brasil, o filme preto estreou no dia 29 de novembro de 2012, e o filme branco no dia 11 de junho de 2013. Em Portugal, os filmes estrearam no canal Panda Biggs, o filme preto em 15 de agosto de 2012, e o branco em 26 de agosto de 2012.

## Sinopse
Durante suas viagens pela região de Unova, Ash e seus amigos Iris e Cilan chegam na Cidade de Eindoak, construída ao redor de um castelo chamado a Espada do Vale. Os três Treinadores vieram para competir na competição de batalhas anual da cidade, e Ash consegue vencer com um pouco da ajuda inesperada do Pokémon Mítico Victini! Acontece que Victini tem um laço especial com este lugar...
Há muito tempo, o castelo observava o Reino do Vale, e a parceria entre Victini e o rei protegia o povo que vivia lá. Mas esse reino já desapareceu da memória, deixando para trás poderosas reliquias e antigos Pokémon. Damon, um descendente do Povo do Vale, está tentando restaurar o reino perdido com a ajuda de seu Reuniclus (Victini e Zekrom) / Gothitelle (Victini e Reshiram). Sua busca o levou a lugares distantes do deserto árido, e ele convenceu o Pokémon Lendário Reshiram (Victini e Zekrom) / Zekrom (Victini e Reshiram) a se juntar a ele. Damon planeja prender Victini e retirar seu poder, e quando o plano começa a andar, a cidade inteira de Eindoak encara o desastre! O poder dos ideais de Ash convencerá o Pokémon Lendário Zekrom (Victini e Zekrom) / Reshiram (Victini e Reshiram) a ajudar a parar Damon? Eles podem resgatar Victini?

## Histórico de lançamento
| País           | Data de lançamento                                                                                    |
| -------------- | --- |
| Japão          | 16 de Julho de 2011                                                                                   |
| Estados Unidos | 3 de Dezembro de 2011 (Branco - Victini e Zekrom) 10 de Dezembro de 2011 (Preto - Victini e Reshiram) |
| Brasil         | 29 de Novembro de 2012 (Preto - Victini e Reshiram) 11 de Junho de 2013 (Branco - Victini e Zekrom)   |
| Portugal       | 15 de Agosto de 2012 (Preto - Victini e Reshiram) 26 de Agosto de 2012 (Branco - Victini e Zekrom)    |